# Nabucco
Pour les articles homonymes, voir Nabucco (homonymie).
Représentations notables
- 1843 : Vienne
- 1846 : Her Majesty's Theatre, Londres (sous le titre Nino)
- 1850 : Covent Garden, Londres (sous le titre Anato)
- 1848 : New York
- 17 mars 2011 : Teatro dell'Opera di Roma (150e anniversaire de l'Unité italienne)

Personnages
- Nabucco, roi de Babylone (baryton)
- Abigaïlle, esclave, présumée fille de Nabucco (soprano)
- Ismaël, neveu du roi des Hébreux, amoureux de Fenena (ténor)
- Zaccaria, Grand prêtre de Jérusalem (basse)
- Le Grand prêtre de Belos à Babylone (basse)
- Abdallo, vieil officier au service de Nabucco (ténor)
- Anna, sœur de Zaccaria (soprano)
- Fenena, fille de Nabucco (mezzo-soprano)
- Soldats babyloniens, soldats hébreux, lévites, vierges juives, femmes babyloniennes, mages, grands du royaume de Babylone, peuple (chœur)

Nabucco (titre initial : Nabuchodonosor) est un opéra en quatre actes de Giuseppe Verdi sur un livret de Temistocle Solera, tiré de Nabuchodonosor (1836), drame d'Auguste Anicet-Bourgeois et de Francis Cornu et créé le 9 mars 1842 à la Scala de Milan. L'épisode biblique de l'esclavage des Hébreux à Babylone auquel s'identifiait la population milanaise alors sous occupation autrichienne est incarné par le chœur de la troisième partie et son célèbre Va, pensiero.

## Création
Le 9 mars 1842 à la Scala de Milan.

### Distribution de la création[2]
- Nabucco, roi de Babylone : Giorgio Ronconi (baryton)
- Abigaïlle, esclave, présumée fille de Nabucco : Giuseppina Strepponi (soprano)
- Ismaël, neveu du roi des Hébreux, amoureux de Fenena : Corrado Miraglia (ténor)
- Zaccaria, Grand prêtre de Jérusalem : Prosper Dérivis (basse)
- Le Grand prêtre de Belos à Babylone : Gaetano Rossi (basse)
- Abdallo, vieil officier au service de Nabucco : Napoleone Marconi (ténor)
- Anna, sœur de Zaccaria : Teresa Ruggeri (soprano)
- Fenena, fille de Nabucco : Giovannina Bellinzaghi (soprano)
- Orchestre et chœur : Scala de Milan
- Maestro al cembalo : Giuseppe Verdi puis Giacomo Panizza
- Premier violon et directeur d’orchestre : Eugenio Cavallini
- Chef de chœur : Giulio Granatelli
- Décors : Baldassarre Cavallotti et Filippo Peroni

## Représentations successives
Le 12 mars 2011, Riccardo Muti dirige Nabucco au Teatro dell'Opera di Roma, dans une mise en scène de Jean-Paul Scarpitta, avec Leo Nucci (Nabucco) et Dmitri Beloselski (Zacharia), à l'occasion du 150e anniversaire de l'Unité italienne. La représentation est retransmise par la chaîne de télévision franco-allemande de service public Arte.

## Réception

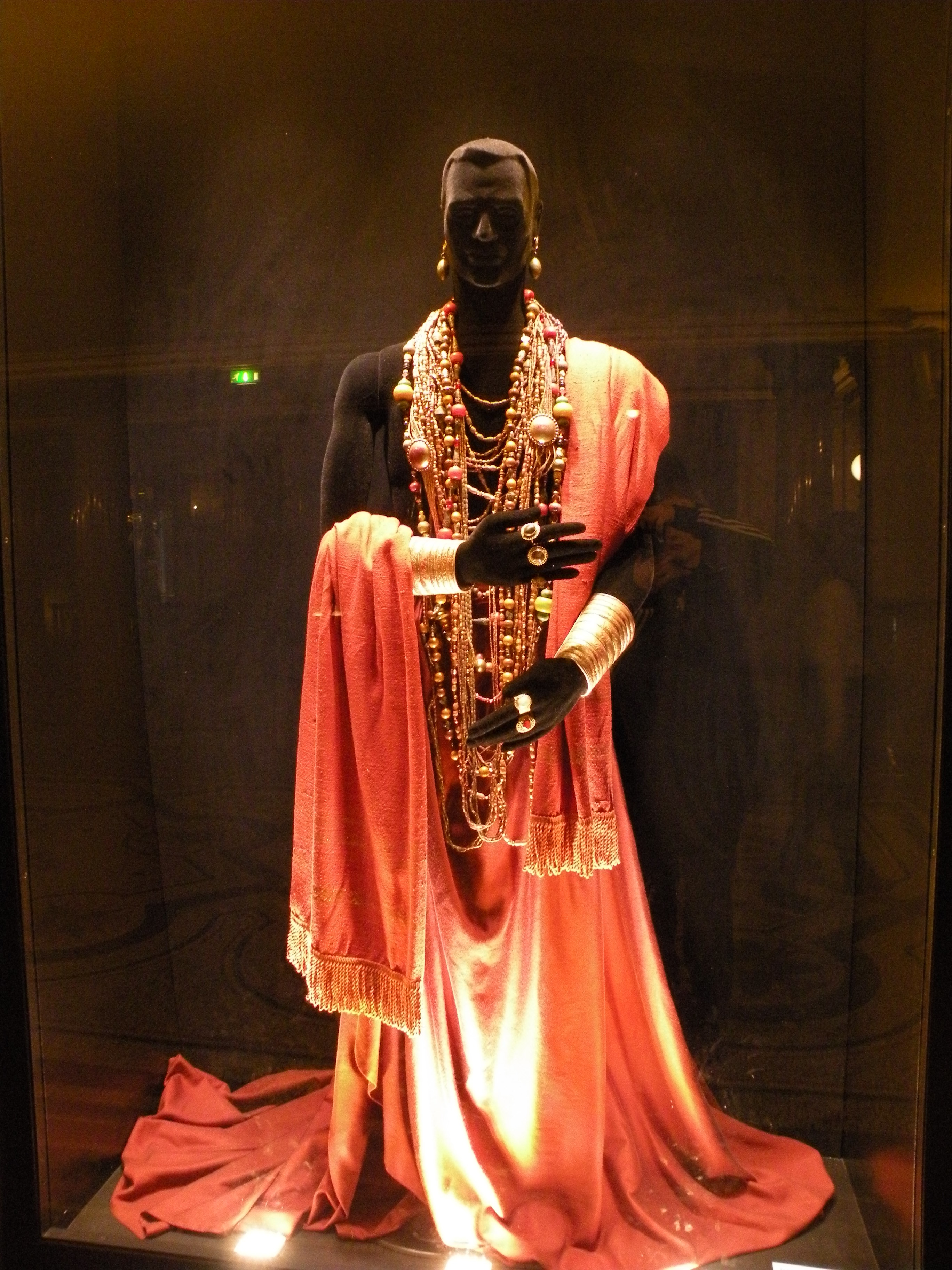
Costume du Grand prêtre à l'Opéra Garnier

## Argument
À Jérusalem puis à Babylone vers 587 av. J.-C.

### Première partie: Jérusalem
- À l'intérieur du temple de Salomon

Remplis d'angoisse et de terreur, les Hébreux supplient le Seigneur de leur venir en aide face aux troupes babyloniennes.
Le grand prêtre Zaccaria a pris en otage Fenena, fille de Nabucco, roi de Babylone. Il exhorte son peuple à espérer en l'aide divine : Fenena pourrait constituer un gage de paix entre les Hébreux et les Babyloniens. Ismaël, neveu du roi des Hébreux, annonce que l'avance de Nabucco et de ses soldats ne connaît désormais plus de frein.
Zaccaria incite les Hébreux à repousser l'ennemi et, après avoir confié Fenena à Ismaël, s'éloigne avec tous les Hébreux pour défendre la ville et le temple.
Ismaël et Fenena, secrètement amoureux l'un de l'autre, sont restés seuls. Il lui rappelle comment elle l'avait fait évader de prison à Babylone lorsqu'il s'y était rendu comme ambassadeur. Maintenant, c'est lui qui est résolu à la libérer à son tour et à fuir avec elle.
Les deux jeunes gens sont en train d’organiser leur fuite quand pénètre dans le temple Abigaïlle, fille supposée de Nabucco, à la tête d'une troupe de Babyloniens déguisés en Hébreux. Aussi amoureuse d’Ismaël, Abigaïlle est prête à sauver le peuple hébreu si Ismaël la préfère à Fenena, mais n'obtient pas ce qu'elle veut.
Nabucco, à la tête de son armée, ayant osé faire irruption dans le temple et décidé à piller la ville, Zaccaria menace de tuer Fenena. Alors que le grand prêtre est sur le point de porter à Fenena un coup mortel, Ismaël s'interpose, retient la main de Zaccaria et délivre Fenena. Nabucco donne alors l'ordre de piller le temple et d'emprisonner les Hébreux. Zaccaria et les Hébreux maudissent Ismaël qui, en délivrant Fenena, a trahi la patrie.

### Deuxième partie: L'impie
- Le palais de Babylone

Seule dans les appartements royaux, Abigaïlle tient dans ses mains un parchemin volé à Nabucco, et qui témoigne de ses origines humbles d'esclave. Sa colère éclate dans une fureur irrépressible à la nouvelle que Fenena, nommée régente par son père, a ordonné de libérer tous les Hébreux. Maintenant, Abigaïlle est déterminée à tout faire pour s'emparer du trône.
Zaccaria, prisonnier des Assyriens, entre dans une salle du palais, suivi d'un Lévite portant les Tables de la Loi, et se retire après avoir demandé à Dieu de parler à travers ses lèvres.
Ismaël, convoqué par le grand prêtre pour répondre de sa trahison, est maudit par les Lévites, mais Anna, la sœur de Zaccaria, le défend : le jeune homme n’a en effet pas sauvé la vie d'une infidèle, mais celle d’une Juive, puisque la fille du roi ennemi s'est convertie depuis à la religion hébraïque.
La situation a empiré : en une succession rapide d'événements, Abigaïlle fait irruption sur la scène avec son entourage et demande à Fenena la couronne, mais Nabucco, que l’on croyait mort dans la bataille, arrive et se saisit de la couronne. Puis il commence à se moquer du Dieu Belos, qui a poussé les Babyloniens à le trahir, puis du Dieu des Hébreux. À la suite de la déclaration de Fenena qui divulgue sa propre conversion, il lui demande de façon imposante de s’agenouiller et de l’adorer, non pas comme un roi, mais comme un Dieu, un Dieu unique, et menace de mort Zaccaria et les Hébreux s’ils ne se plient pas à sa volonté. Immédiatement après, le Dieu des Hébreux lui lance un éclair à la tête, la couronne tombe au sol, et le roi commence à montrer des signes d'aliénation mentale. La couronne tant convoitée est rapidement recueillie par Abigaïlle.

### Troisième partie: La prophétie
- Les jardins suspendus de Babylone

Abigaïlle, assise sur le trône à côté de la statue d'or de Belos, dans les jardins suspendus de Babylone, reçoit l'hommage de ses sujets. Quand le grand prêtre lui remet la condamnation à mort des Hébreux, la reine feint de ne pas être certaine du sort à leur réserver. À l'arrivée du roi déchu, vêtu d'humbles vêtements et l'air égaré, l'usurpatrice change d'attitude et s'adresse à lui avec une arrogance ironique et donne l'ordre de le reconduire dans ses appartements. Elle le prévient qu'elle est désormais la gardienne de son siège et l'invite péremptoirement à apposer le sceau royal sur la sentence de mort des Hébreux. Le vieux roi hésite, Abigaïlle le menace, l'accusant de lâcheté, et à la fin Nabucco cède. Mais il est pris d'un doute : qu'en sera-t-il de Fenena ? Abigaïlle, implacable, lui affirme que personne ne pourra sauver sa fille et lui rappelle qu'elle aussi est sa fille. Mais le roi lui révèle qu'elle est seulement une esclave. Elle tire de son sein le parchemin qui atteste son origine et le réduit en lambeaux. Le roi, trahi et détrôné, en entendant le son des trompes qui annoncent l'imminence du supplice des Hébreux, appelle ses gardes, mais ceux-ci viennent l'arrêter, obéissant aux ordres de la nouvelle reine. Déconcerté et impuissant, Nabucco demande en vain à Abigaïlle un geste de pardon et de pitié pour la pauvre Fenena.
- Les rives de l'Euphrate

Sur les bords de l'Euphrate, les Hébreux, vaincus et prisonniers, se rappellent avec nostalgie et douleur leur chère patrie perdue (chœur : Va, pensiero, sull' ali dorate). Le grand prêtre Zaccaria les incite à ne pas pleurer comme des femmes et prophétise une sévère punition pour leur ennemi : le Lion de Juda vaincra les Assyriens et détruira Babylone.

### Quatrième partie: L'idole brisée
- Appartements du palais royal de Babylone

Seul dans une salle du palais, Nabucco se réveille d'un cauchemar en entendant des cris et, les prenant pour des appels à la guerre, rassemble ses preux pour marcher sur Jérusalem. Entendant en lui d'autres voix qui répètent le nom de Fenena, il s'avance à la fenêtre et voit avec horreur sa fille enchaînée. Désespéré, il court à la porte, tente en vain de l'ouvrir et, se rendant enfin compte qu'il est prisonnier, s'adresse au Dieu de Juda pour invoquer son aide et implorer son pardon. Comme en réponse à sa prière surgit son fidèle officier Abdallo avec une poignée de soldats. Abdallo lui restitue son épée et lui offre de l'aider à reconquérir son trône.
Cinquième partie : Secours et fin
- Les jardins suspendus de Babylone

Dans les jardins suspendus de Babylone passe le triste cortège des Hébreux conduits au supplice. Zaccaria rassure Fenena en l'incitant à conquérir la palme du martyre ; la jeune fille se prépare à jouir de la joie céleste. L'atmosphère mystique est troublée par l'arrivée de Nabucco qui, à la tête de ses troupes, ordonne de briser la statue de Belos. « Miraculeusement », l'idole tombe d'elle-même. Tous crient au « divin prodige », Nabucco redonne la liberté aux Hébreux, annonce que la perfide Abigaïlle s'est empoisonnée et ordonne aux Hébreux de construire un temple pour leur dieu grand et fort, seul digne d'être adoré. Pendant que tous, Hébreux et Assyriens, s'agenouillent et invoquent l'« immense Jéhovah », entre Abigaïlle soutenue par deux guerriers : elle confesse sa faute et implore le pardon des hommes et de Dieu avant de tomber inanimée. Zaccaria adresse à Nabucco la dernière prophétie : « Servendo a Jeovha sarai de' regi il re ! » (En servant Jéhovah, tu seras le roi des rois !).

## Symbole et signification
Pour Giuseppe Verdi comme pour le public qui découvre ses opéras, dans une Italie prompte à s’enflammer à la moindre étincelle patriotique (le Nord de L’Italie étant occupé par l’Autriche), Nabucco est l’opéra par lequel tout arrive : premier triomphe populaire, premier coup de maître, première preuve que l’opéra romantique italien ne se fera pas sans ce jeune musicien, Verdi, au tempérament puissant, quasi inconnu jusqu’alors. Sur un sujet biblique, Verdi anime ses personnages autour du peuple hébreux, esclave des Babyloniens sous le règne du roi NABUCCO (donosor) et, sous ses accents martiaux d’un orchestre bien cadencé s’envolent déjà ces mélodies immortelles qui traduisent l’inspiration ardente et la sensibilité à fleur de peau de cet audacieux Verdi et, en toile de fond, une Italie qui va écrire son histoire en s’unifiant. 
Verdi réserve ses plus fougueuses envolées au peuple hébreu en quête de patrie dans le célèbre chœur « VA PENSIERO » oú résonnent les accents plein d’espoir d’une Italie aspirant elle aussi à son unité.
VERDI devient un symbole de la révolution italienne menée par GARIBALDI au point que l’on voit des inscriptions : “VIVA VERDI” scandés par les conservateurs qui soutiennent la royauté au travers de Victor Emmannuel II, VERDI devenant anacronyme de Viva Victor Emmanuel Roi D’Italie (V.E.R.D.I)
Aujourd’hui encore les Italiens sont très attachés à ce chœur “va pensiero”, considéré comme le deuxième hymne national, comme en témoigne la représentation à Rome en 2011 pour le 150e anniversaire de l’État italien.
Cette mélodie qui tient du génie au travers de l’émotion intense qu’elle dégage, prend dès lors une dimension internationale devenant “l’hymne des peuples opprimés aspirant à la liberté”.
Celle-ci sera complétée plus tard par BELLA CIAO, l’hymne des partisans italiens durant la 2eme guerre mondiale, qui est considérée comme l’hymne des partisans combattant pour la Liberté.

## Musique
L'ouverture, souvent jouée en dehors de l'œuvre complète dans les concerts d'orchestre, est en grande partie composée de thèmes de l'opéra, dont le chœur des esclaves hébreux et la musique de combat lorsque les Israélites maudissent Ismaël pour sa trahison. Un orchestre de scène est largement utilisé dans l'opéra, aussi bien pour la marche qui accompagne Nabucco à son arrivée que pour la marche funèbre de Fenena. Les rythmes entraînants et énergiques sont une caractéristique remarquable d'une grande partie de la musique, contrastant avec des moments plus lyriques qui assurent un tempo dramatique. Tant la basse Zaccaria dans sa prière "Vieni o Levita", un morceau calme avec l'accompagnement inhabituel de six violoncelles, que le baryton Nabucco dans sa scène de folie et d'autres passages reçoivent une musique d'une grande expressivité, qui offre d'excellentes possibilités aux chanteurs, mais le rôle de ténor d'Ismaele est comparativement insignifiant, inhabituel pour un opéra de Verdi. La musique pour Abigaille est extrêmement exigeante et requiert une soprano capable de chanter aussi bien très bas que très haut avec une puissance dramatique et également capable de virtuosité vocale. Mais plus que les solistes, c'est le chœur qui est au centre de l'opéra, utilisé d'une manière nouvelle et dramatique.

## Orchestration
Outre les solistes vocaux, l'œuvre comprend un chœur à quatre voix. Selon l'édition critique de Roger Parker, l'orchestre se compose des instruments suivants:
- Instruments à vent: deux flûtes (2. aussi piccolo), deux hautbois (2. aussi cor anglais), deux clarinettes, deux bassons.
- Cuivres: quatre cors, deux trompettes, trois trombones, cimbasso
- Timbales, percussions: grand tambour, petit tambour, triangle
- deux harpes
- Instruments à corde: violons 1, violons 2, altos, violoncelles, contrebasses
- Musique de scène : Banda

## Commentaires
- À la première de Paris la critique déplora lꞌexcessive utilisation des cuivres. Ainsi il naquit, après cette représentation, lꞌépigramme suivant[7]:
Vraiment l'affiche est dans son tort,
en faux on devrait la poursuivre.
Pourquoi nous annoncer Nabucodonos-or
quand c'est Nabucodonos-cuivre?

### Nabucco, un «opéra politique»
Verdi est un compositeur « engagé ». À l'époque où le compositeur écrit la musique de Nabucco, la population milanaise est sous domination autrichienne. Il faut voir cet opéra comme l'appel d'un peuple pour son indépendance avec, comme point culminant, le fameux Va, pensiero, connu également sous le nom de « chœur des esclaves », véritable hymne à la liberté (les paroles et leur traduction).
Œuvre symbole de l'unification de l'Italie, Nabucco est donné sous la direction de Riccardo Muti le 12 mars 2011 au Teatro dell'Opera di Roma en présence de Giorgio Napolitano, président de la République italienne, et de Silvio Berlusconi, président du Conseil, à l'occasion du 150e anniversaire de l'Unité italienne (17 mars 1861). Cette représentation de Va, pensiero donne lieu à des réactions de la salle, auxquelles réagit Riccardo Muti, qui accorde exceptionnellement un bis du chant et demande à l'assistance de se joindre au chœur.
Le fait que Verdi soit un compositeur engagé au moment où Nabucco est joué pour la première fois peut être contesté. Selon Pierre Milza, historien, « si Nabucco peut être considéré comme le premier des « opéras patriotiques » de Verdi, ni le public milanais, ni vraisemblablement le compositeur lui-même n'ont eu immédiatement conscience du message « révolutionnaire » dont il était porteur », et l'auteur ajoute : « En 1842, rares sont ceux qui militent la cause libérale et nationale ». Ce serait en 1846, à Bologne, que les premières manifestations « patriotiques » se seraient produites.
Pierre Milza affirme, par ailleurs, que ce n'est pas Verdi qui a conçu la pièce, pas même l'écriture des paroles, mais le librettiste Soléra et que « cet opéra et d'autres ont participé à l'éveil du sentiment national italien et à l'émergence de ''l'esprit de 1848'' ».

## Autour deNabucco
- Le Dialogo del Nabucco, est un oratorio créé en 1683 composé par Michelangelo Falvetti sur un livret de Vincenzo Giattini.
- Le premier Nabuchodonosor est un drame français en quatre actes écrit par Auguste Anicet-Bourgeois et Francis Cornu qui fut donné pour la première fois le 17 octobre 1836 au théâtre de l'Ambigu-Comique de Paris.
- Le deuxième Nabuchodonosor est un ballet en cinq parties composé par Antonio Cortese, directeur de La Scala de Milan qui le présenta pour la première fois à l'automne 1838.
- L'air du chœur des esclaves hébreux (Va, pensiero) fut à plusieurs reprises proposé pour hymne national de l'Italie.
- Nabuchodonosor est un format de bouteilles en verre d'environ 15 l (soit 20 bouteilles de 75 cl), plus grand que le Balthazar (12 l), mais. plus petit que le Salomon ou Melchior (18 l) ou le Melchizédec (30 l).

### Sources et bibliographie
- Istituto nazionale di studi verdiani
- Jean Cabourg (dir.), Ivan A. Alexandre, Christophe Capacci, Michel Debrocq, Gilles de Van, Sylviane Falcinelli, Stéphane Goldet, Piotr Kamiński, Fernand Leclercq, Roland Mancini, Isabelle Moindrot, Marie-Aude Roux, Pascale Saint-André, Georges Voisin et Jean-Paul Williart, Guide des opéras de Verdi : Livrets — Analyses — Discographies, Fayard, coll. « Les indispensables de la musique », 1990, 1284 p. (ISBN 9782213024097).
- Patrick Favre-Tissot-Bonvoisin, "Giuseppe Verdi", Bleu Nuit Éditeur, Paris, 2013  (ISBN 978-2-35884-022-4)
- Alain Duault, Sylviane Falcinelli, Pierre Flinois, Gilles de Van, Elisabeth Giuliani, Jacques Gheusi, Alain Arnaud, Jacques Bourgeois, Sergio Segalini, Michel Pazdro, Claire Collart, Elisabeth Giuliani, Luciano Berio, Nabucco dans L'Avant-Scène Opéra, Éditions Premières Loges, Paris, 1994, 120 p.  (ISBN 2-84385-069-X).
- Leclercq, Fernand, Nabucco, dans Guide des opéras de Verdi, Jean Cabourg, directeur de la publication, Fayard, collection Les indispensables de la musique, Paris, 1990, p. 45-95  (ISBN 2-213-02409-X).
- Michel Orcel, Verdi. La vie, le mélodrame, Grasset, Paris, 2001, p. 35-44.
- Harewood, Earl of, Nabucco, dans Tout l'opéra, de Monteverdi à nos jours (Kobbé), Robert Laffont, collection Bouquins, 1993, p. 357-359  (ISBN 2-221-07131-X).
- Kamiński, Piotr, "Nabucco", dans Mille et un opéras, Fayard, collection Les indispensables de la musique, Paris, 2004, p. 1569-1571  (ISBN 978-2-213-60017-8).